# Supercoupe de la CAF 2000
Navigation
Édition précédente Édition suivante
La Supercoupe de la CAF 2000 (appelé aussi Orange CAF Supercoupe, du nom de son sponsor) est la dix-neuvième édition organisée par la Confédération africaine de football. C'est également la huitième où les deux participants sont les vainqueurs de la Ligue des champions de la CAF et de la Coupe d'Afrique des vainqueurs de coupe de football. Cette édition se déroule le 5 mars 2000 au Maroc à Casablanca, et voit la victoire du club marocain du Raja Club Athletic face au club ivoirien de l'Africa Sports.

## Participant
Les deux participants qui s'affrontent pour le gain de ce titre sont les deux vainqueurs des deux premières compétitions africaines, à savoir la Ligue des champions de la CAF et la Coupe d'Afrique des vainqueurs de coupe. Il s'agit donc de la huitième édition de la Supercoupe d'Afrique où les vainqueurs de ces deux compétitions s'affrontent.

### Le vainqueur de la Ligue des Champions
Le vainqueur de la Ligue des champions est le Raja CA, il s'agit de son troisième titre dans cette compétition après ceux de 1989 et 1997. Cette édition de la Supercoupe de la CAF sera sa seconde participation après celle perdue de 1998.

### Le vainqueur de la Coupe de la Confédération
Le vainqueur de la Coupe d'Afrique des vainqueurs de coupe de football est le club de l'Africa Sports, il s'agit de son second titre dans cette compétition. Cette édition de la Supercoupe de la CAF sera sa seconde participation après avoir remporté celle de 1993.

## Résultat

### Match
Le match opposant les deux vainqueurs des deux coupes africaines a toujours lieu sur le terrain de celui qui a remporté la Ligue des champions. Le vainqueur étant marocain, la rencontre a donc lieu au Maroc, plus précisément à Casablanca.
| 5 mars 2000 | Raja CA                                         | 2 - 0 | Africa Sports | Stade Mohamed V, Casablanca                   |                                               |
| | Bouchaib El Moubarki 52e · Mohamed Armoumen 86e | |               | Spectateurs : 40 000 Arbitrage : Falla N'Doye | Spectateurs : 40 000 Arbitrage : Falla N'Doye |
| | Rapport                                         | |               | Spectateurs : 40 000 Arbitrage : Falla N'Doye | Spectateurs : 40 000 Arbitrage : Falla N'Doye |
| Raja: Mustapha Chadli – Mohamed Kharbouch, Redouane El Haimeur, Mohamed Khoubbache, Abdellatif Jrindou – Youssef Safri, Hamid Nater, Erbane El Amine (Tarik Rizki 46) – Omar Nejjari (Kharrazi 75), Bouchaïb El Moubarki, Youssef Achami (Mohamed Armoumen 72). Coach: Oscar Fullone (Argentina) | Équipes                                         | Africa Sports: Jean-Jacques Tizié – Ibrahima Diomande, Dao Lassina, Moussa Doumbia – Hyacinthe Dadie, Ibrahima Kone, Tape Zeze(Abdoulaye Kone 76), Fadel Keita – Alhassane Issoufou (Babou 63), Jacob Gatto (Timite 63). Coach: Yéo Martial (Côte d’Ivoire) |               | Spectateurs : 40 000 Arbitrage : Falla N'Doye | Spectateurs : 40 000 Arbitrage : Falla N'Doye |

### Vainqueur
Après cette victoire sur le score de deux buts à zéro face au club ivoirien de l'Africa Sports, le Raja CA devient le premier vainqueur marocain dans cette compétition succédant aussi au club ivoirien de l'ASEC Mimosas. Il s'agit donc pour le club marocain du Raja CA de son premier titre dans cette compétition.
| Supercoupe de la CAF Vainqueur 2000 |
| ----------------------------------- |
| Raja Club Athletic Premier titre    |